# Max Schmitt en piragua
Max Schmitt en piragua (también conocido como El campeón o El campeón de piragua individual) es una pintura de 1871 de Thomas Eakins, una de sus obras más conocidas. Se encuentra en la colección permanente del Museo Metropolitano de Arte. La escena se ubica en el río Schuylkill en Filadelfia, Pensilvania, y celebra la victoria del amigo de Eakins Max Schmitt el 5 de octubre de 1870, en una competición de skiff individual.

## El remero

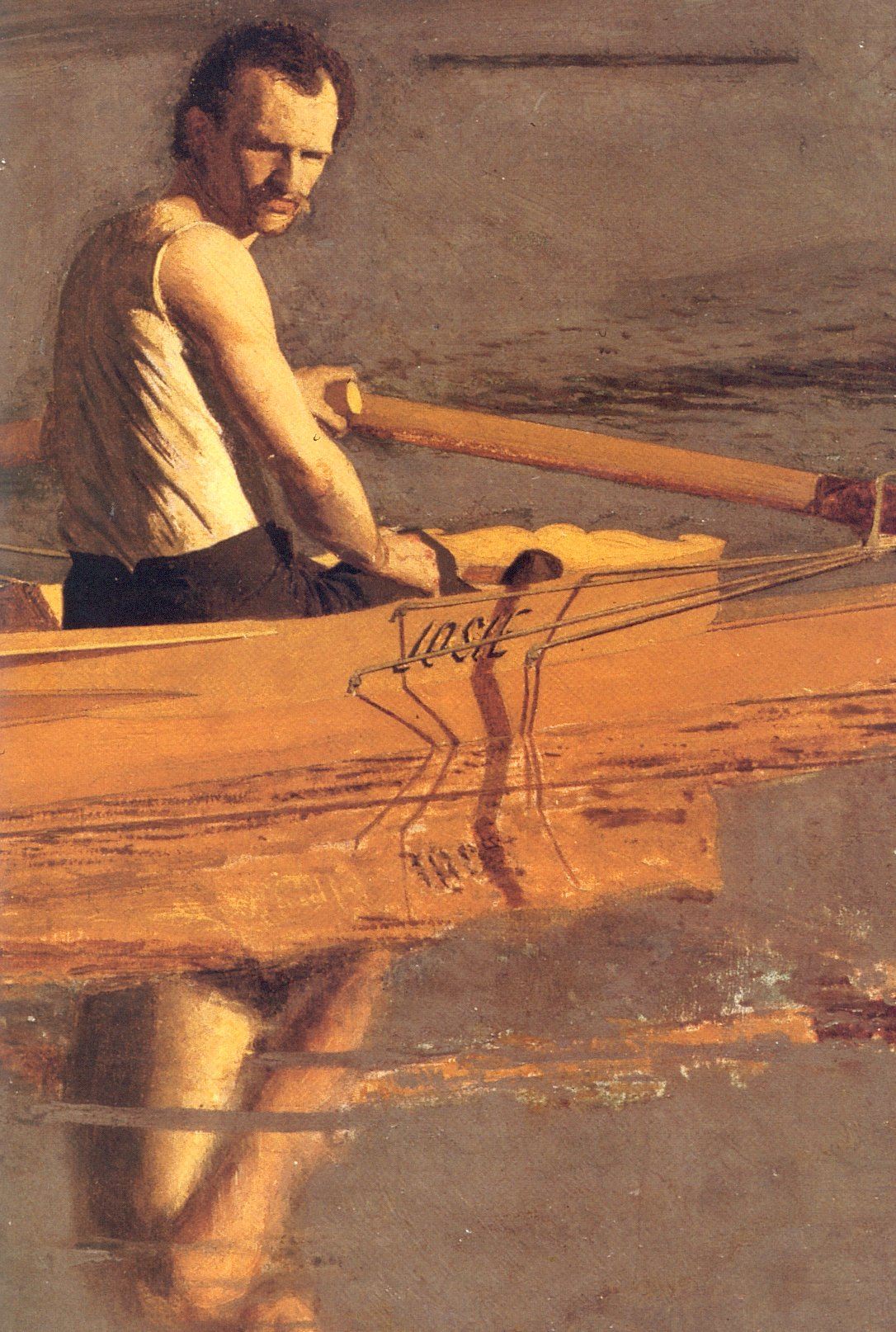
Detalle de Schmitt. El nombre de la embarcación tras el rigger.

Max Schmitt (1843–1900) había asistido al Philadelphia Central High School con Eakins, y los dos eran buenos amigos. Schmitt era miembro del Pensilvania Barge Club – como se presume, era Eakins- uno de los nueve clubes masculinos en el Schuylkill Navy, y doce que remaban en el río. El Schuylkill Navy se había organizado en 1858, con aproximadamente 300 miembros, y empezó a celebrar regatas anuales en 1859 (con una pausa de cuatro años debido a la Guerra de Secesión). Inicialmente, las carreras eran para botes y barcazas, pero una nueva clase de embarcación mucho más ligera ganó popularidad rápidamente: el skiff.
Los skiff (o sculls, también shells), eran más estrechos, más largos, y mucho más rápidos. Contaban con escálamos montados a los lados (como un bote de remos), pero los skiffs los tenían por fuera gracias a riggers (horquillas), tirantes triangulares que se proyectaban afuera a los lados. Esto aumentó la eficacia de cada golpe, y llevó a remos mucho más largos.
Schmitt fue de los primeros remeros en pasarse a los skiffs, y poseía uno llamado "Josie" en honor a su hermana. El nombre del scull es visible en la pintura justo bajo la mano derecha de Schmitt. En julio de 1866, el Schuylkill Navy presentó la primera regata de skiffs individuales, y Schmitt la ganó, aunque en septiembre quedó segundo en una carrera más larga. Ganó otra vez en julio de 1867 y junio de 1869. Fue durante dos décadas, hasta su retiro, el remero aficionado más destacado del río Schuylkill.

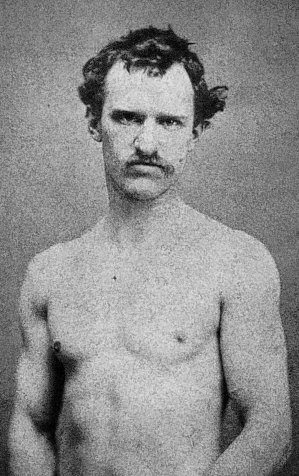
Max Schmitt (circa 1871).

## La pintura

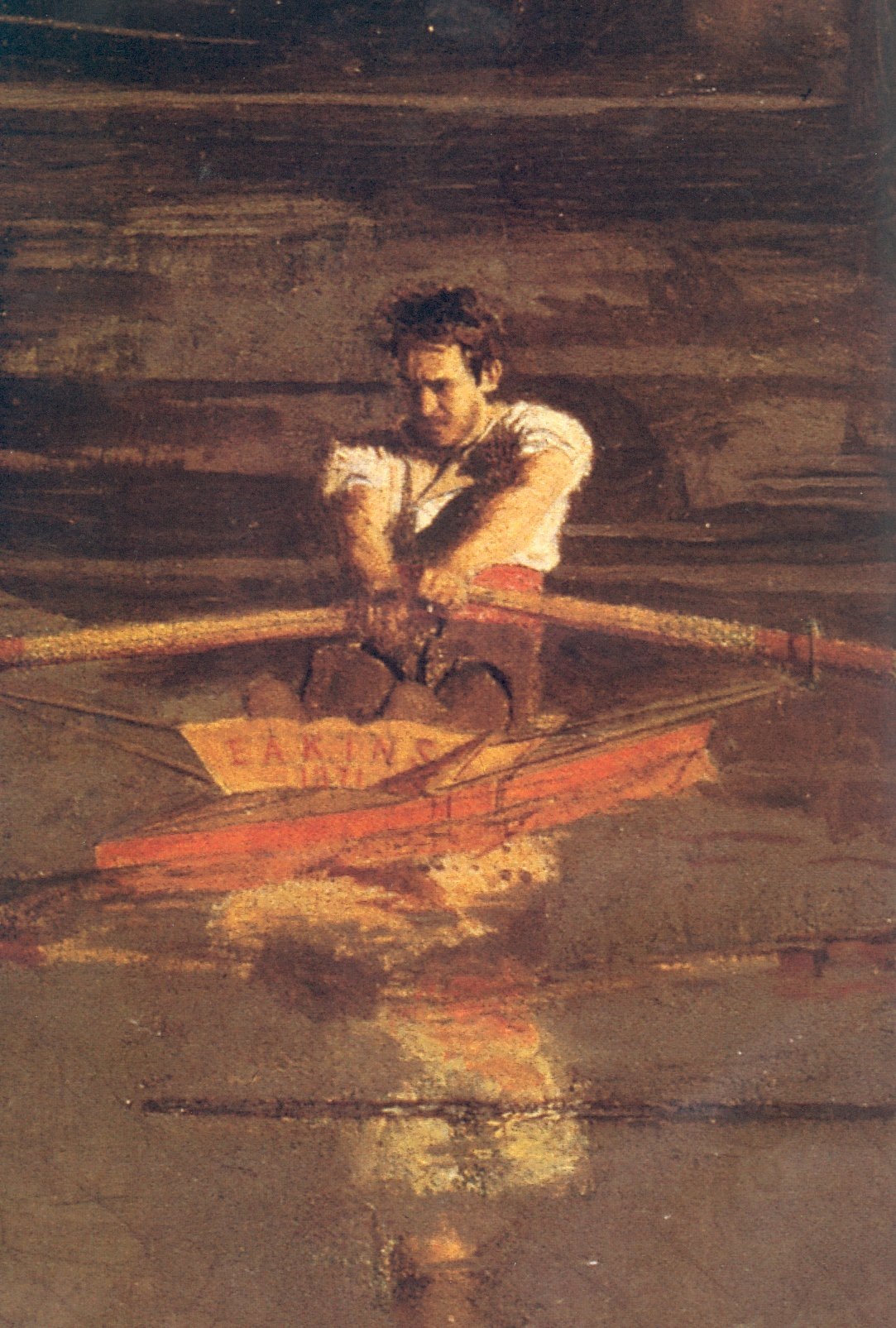
Detalle: Eakins, autorretrato.

Eakins regresó a Filadelfia en julio de 1870, tras cuatro años de estudio en la École des Beaux-Arts de París. Fue testigo de la victoria de Schmitt en octubre. La composición de la pintura repite el acontecimiento reproduciendo las condiciones climáticas y posición del sol en la fecha y hora del triunfo de Schmitt. Más que en medio de la competición, Schmitt aparece casi en reposo, arrastrando sus remos al compás de los remolinos visibles en la superficie del agua. La ubicación es justo río abajo del puente ferroviario Columbia, el lugar de la vuelta en la carrera.
Eakins, un remero entusiasta que "estaba especialmente fascinado por el remo como esforzada imagen expresiva de la disciplina física y moral", se pintó como el remero a media distancia. Firmó la pintura – "Eakins, 1871"- en la popa de su skiff. Este fue el primero de sus casi treinta trabajos sobre remo– bocetos, pinturas al óleo, acuarelas, dibujos de perspectivas- creados a finales de 1874.
La pintura muestra las influencias de sus tutores en Francia, Jean-Léon Gérôme y Léon Bonnat, y de Diego Velázquez.

## Recepción
La pintura fue exhibida solo una vez en vida de Eakins; en la Union League de Filadelfia durante cuatro días en abril de 1871. Las críticas fueron variadas.

Una valoración de 2007 observó:
Esta pintura, la primera de las 24 pinturas sobre remo que Eakins completó en el curso de cuatro años, fue la primera vez en que el remo fue foco del arte serio. Sin embargo, los estirados críticos de Filadelfia no se tomaron bien el tema de Eakins, incluso aunque el remo, en la época, era uno de los deportes más populares. Un crítico remarcó que su tema fue "un choque para los convencionalismos artísticos de la ciudad."

## Procedencia
Eakins regaló la pintura a su amigo Max Schmitt. Tras la muerte de Schmitt en 1900, su viuda fue la propietaria hasta 1930, cuando la vendió a Susan Macdowell Eakins, la viuda del pintor. La señora Eakins la envió a Babcock Galleries, Nueva York, donde no pudo encontrar comprador. En 1934  fue adquirido de las Milch Galleries, Nueva York, por el Museo Metropolitano de Arte.

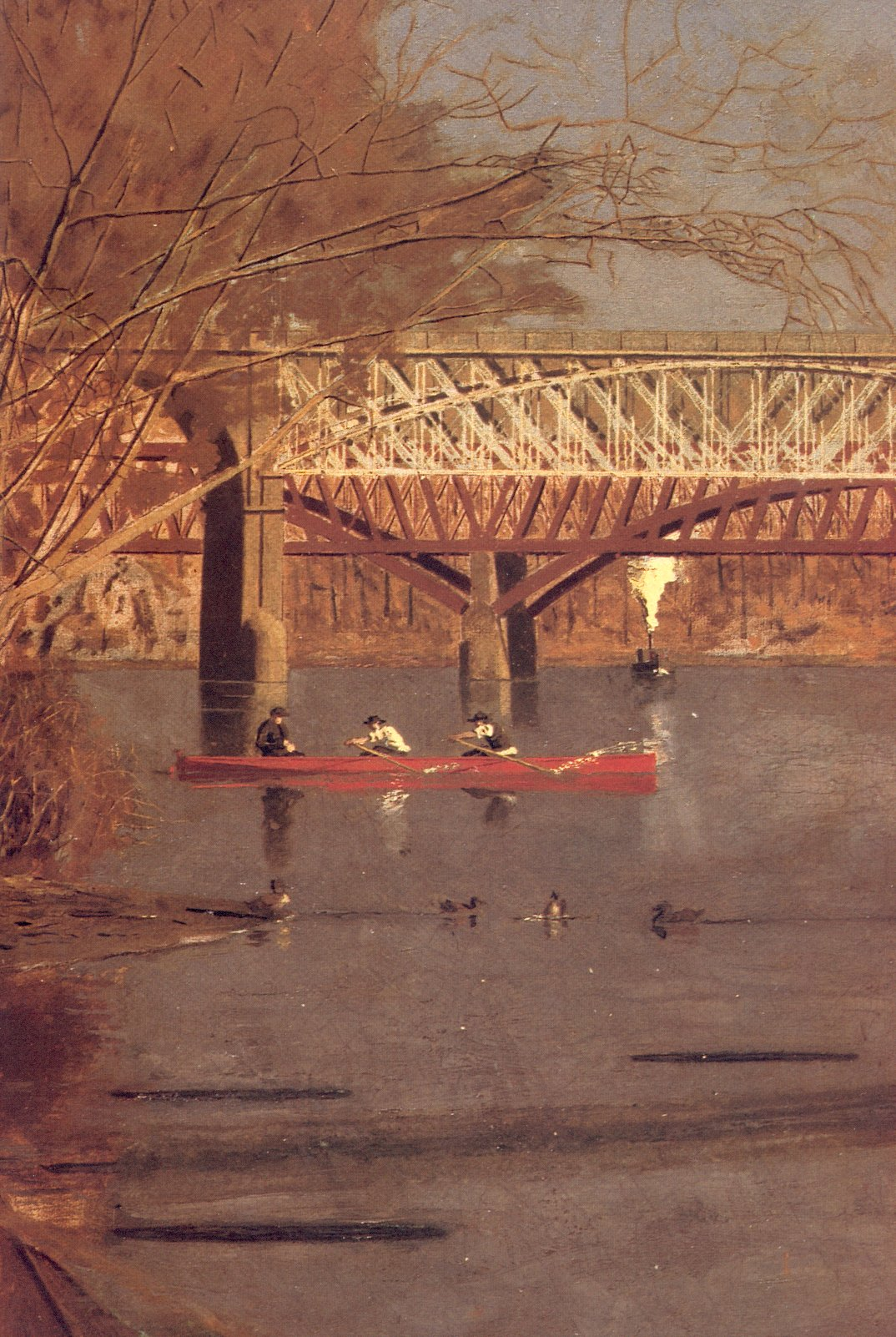
Detalle: Puente de conexión del ferrocarril de Pensilvania, con el puente Girard Avenue más allá.
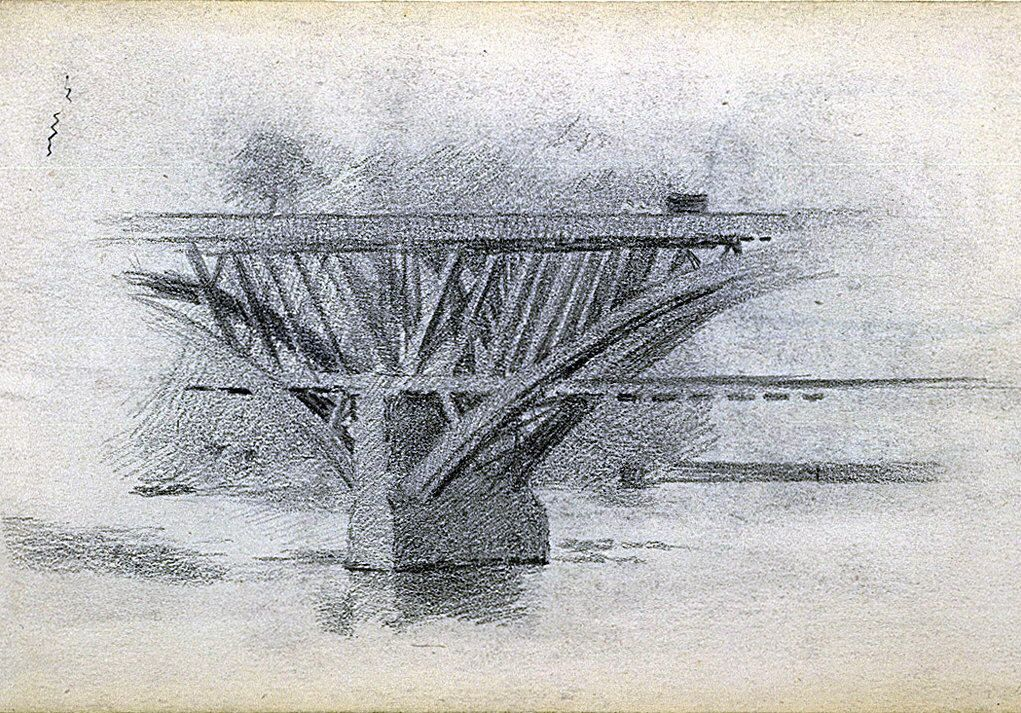
G-44, dibujo de Eakins del puente Girard Avenue, Hirshhorn Museum and Sculpture Garden.
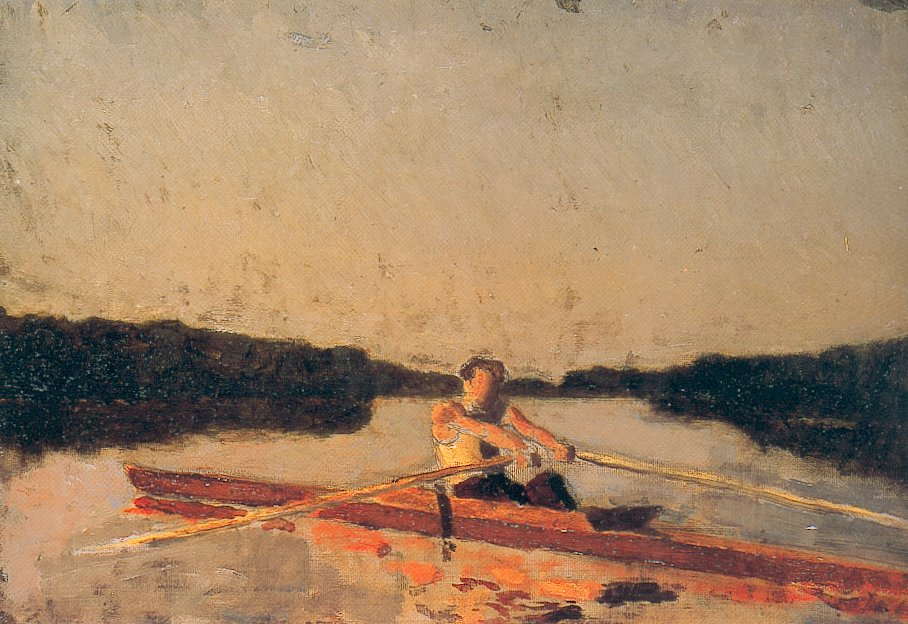
G-64, boceto de Max Schmitt (circa 1870–71), Museo de Filadelfia de Arte.
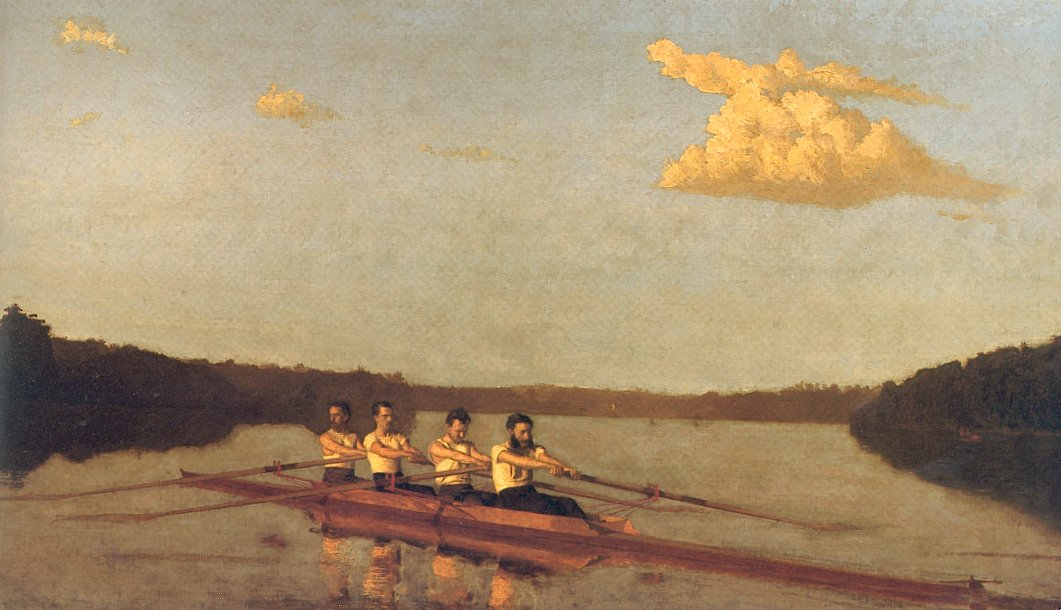
G-63, Remeros en el Schuylkill (The Pensilvania Barge Four) (circa 1874), Brooklyn Museum. De derecha a izquierda: John Lavens, Jr., Max Schmitt, Frank Henderson, Oscar F. West.